# Generální ředitelství
Generální ředitelství je někdy užívané označení nejvyššího správního orgánu významné instituce nebo obchodní společnosti.
Generální ředitelství jsou také odborné administrativní jednotky Evropské unie. 

## Příklady generálních ředitelství

### V Česku
- GŘ Úřadu práce České republiky
- GŘ Hasičského záchranného sboru České republiky
- GŘ Národního památkového ústavu
- GŘ Vězeňské služby České republiky
- GŘ cel

### V zahraničí
- Generální ředitelství (Evropská unie)
- Generální ředitelství cel (Německo)
- Generální ředitelství pro humanitární pomoc a civilní ochranu